# ویتاله دا بولونیا
ویتاله دا بولونیا (انگلیسی: Vitale da Bologna؛ تولد:۱۲۸۹ یا ۱۳۰۹– مرگ:۱۳۶۹) نقاش اهل کشور ایتالیا در اوایل دورهٔ رنسانس بود.